# 神奈川県道311号鎌倉葉山線
神奈川県道311号鎌倉葉山線（かながわけんどう311ごう かまくらはやません）は、神奈川県鎌倉市と神奈川県三浦郡葉山町を結ぶ県道である。古くは国道134号の一部だった。

## 概要

### 路線データ
- 起点：鎌倉市長谷一丁目（長谷観音前）
- 終点：三浦郡葉山町長柄（南郷トンネル入口）
- 延長：7.7km

## 路線状況

### 重複区間
逗子市内「銀座通口」 - 「田越橋」間は、神奈川県道24号横須賀逗子線と重複する。

### 道路施設
- 名越隧道・新名越隧道
- 逗子隧道・新逗子隧道
- 小坪隧道・新小坪隧道
- 桜山隧道・新桜山隧道
- 菊水橋
- 田越橋

## 地理

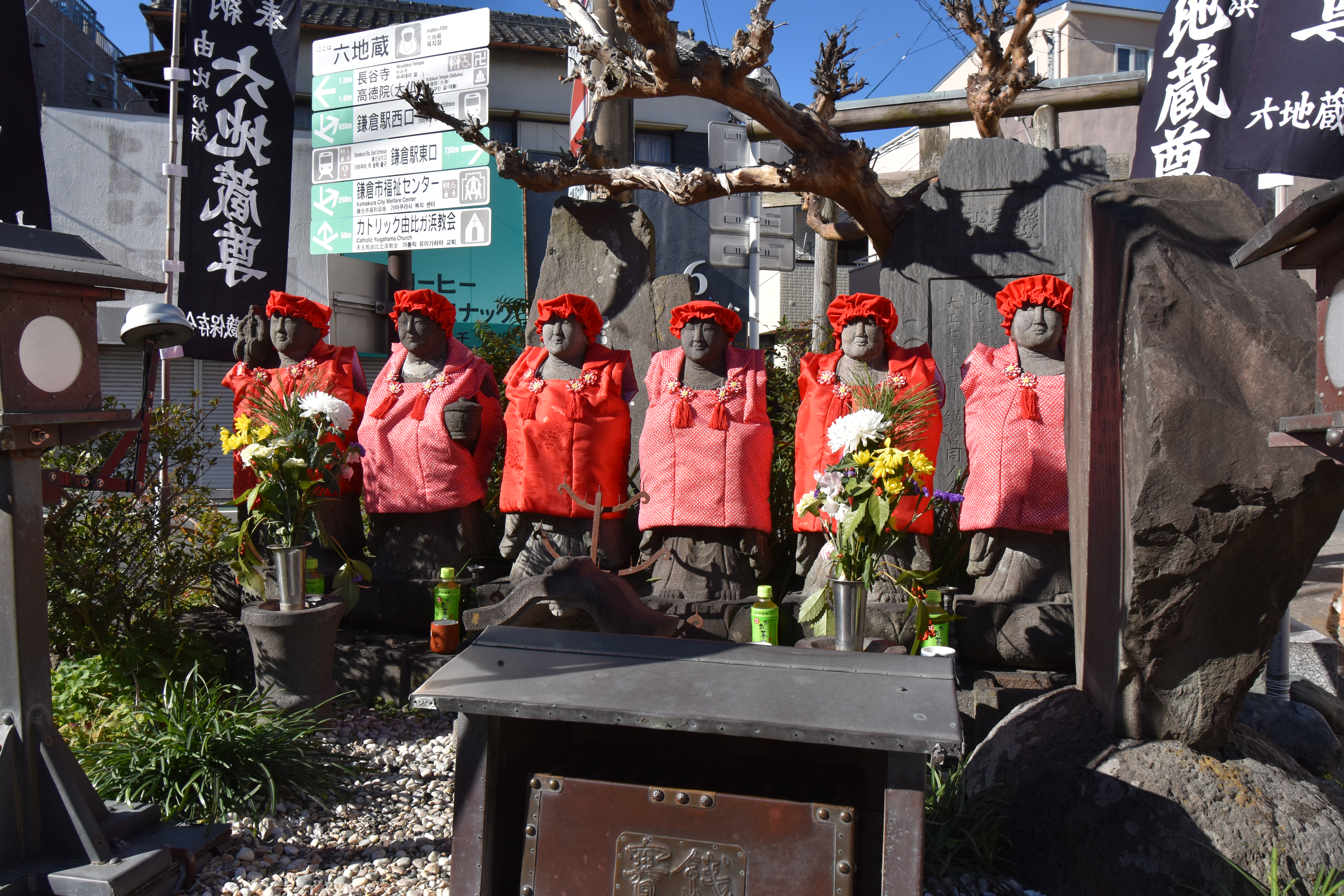
今小路との交差点にある六地蔵

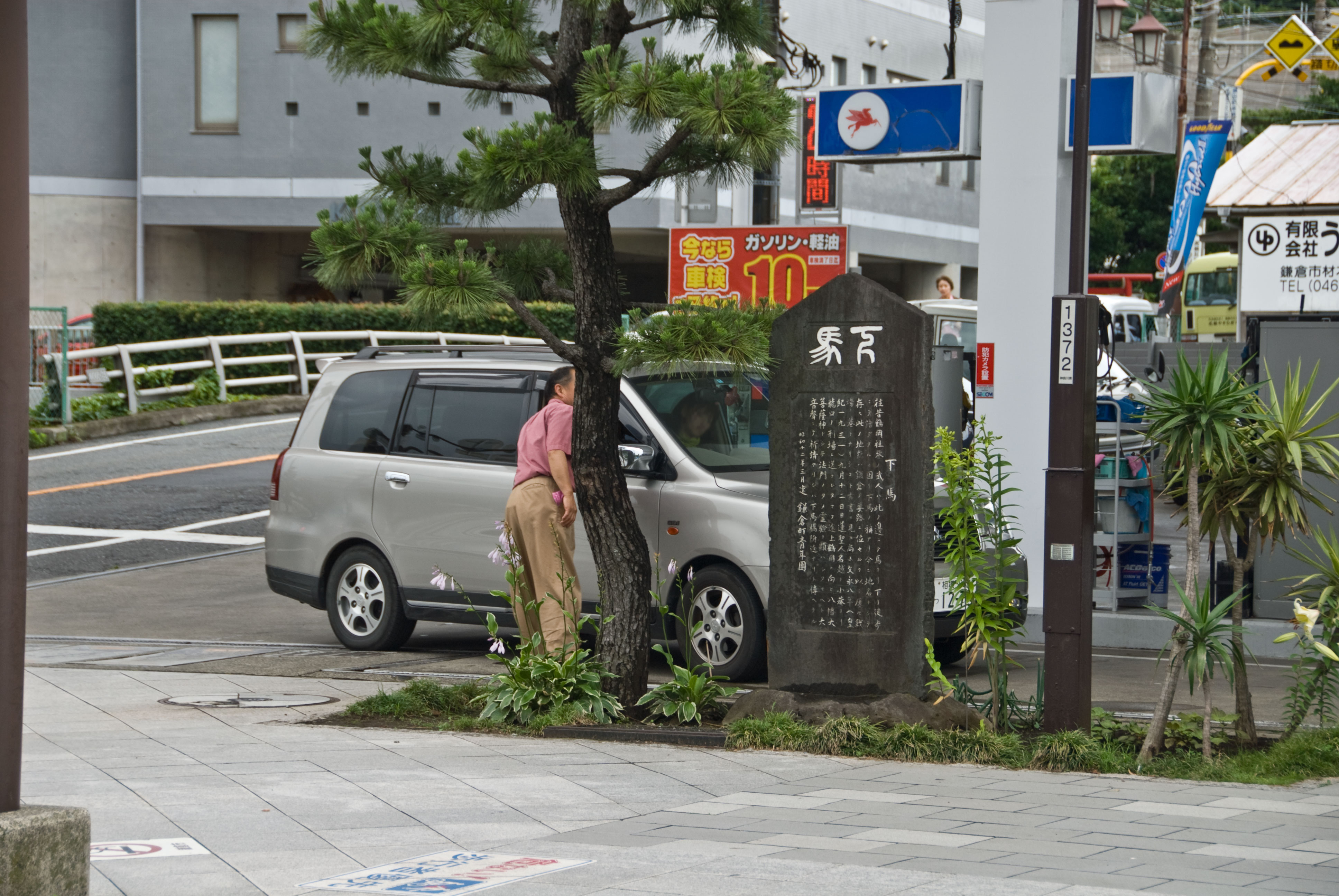
若宮大路との下馬交差点石碑

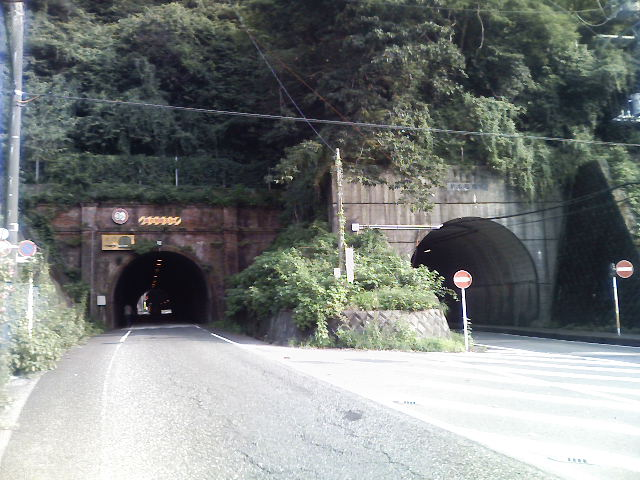
名越トンネル（鎌倉・逗子市境）

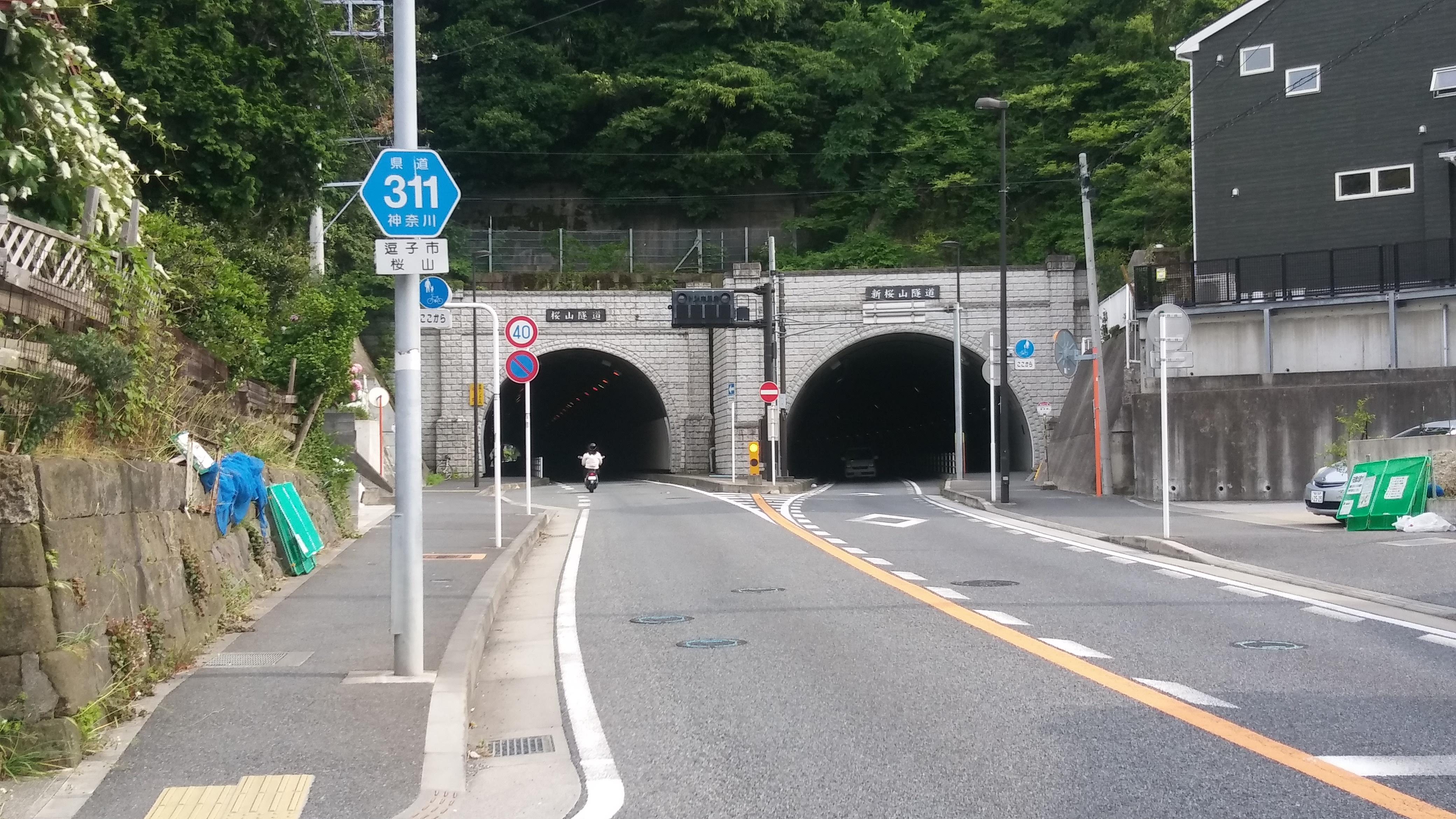
桜山トンネル（逗子・葉山市町境）

### 通過する自治体
- 鎌倉市
- 逗子市
- 三浦郡葉山町

### 交差・接続する道路
- 神奈川県道32号藤沢鎌倉線
- 神奈川県道21号横浜鎌倉線（若宮大路）
- 神奈川県道205号金沢逗子線
- 神奈川県道24号横須賀逗子線
- 国道134号
- 逗葉新道
- 神奈川県道217号逗子葉山横須賀線

### 周辺
- 京急逗子線：逗子・葉山駅
- JR横須賀線：逗子駅、鎌倉駅
- 江ノ電：長谷駅、由比ヶ浜駅、和田塚駅、鎌倉駅

### 通称
- 由比ガ浜通り（長谷観音前 - 下馬交差点）